# Rover SD1
A Rover SD1 volt a gyári kódneve a British Leyland Rover márkanév alatt 1976 és 1986 között gyártott nagyautóinak. Az autók a gyár Specialist, Rover és Austin Rover alosztályaiban készültek, amíg le nem váltotta őket a Rover 800. Az SD1 többféle néven került a piacra, például Rover 3500, Rover 2300 és Rover Vitesse.
Az SD1 kódnévben az SD a "Specialist Division" (Specialist alosztály) rövidítése, az "1"-es szám pedig arra utal, hogy ez volt az első autó, melyet teljes mértékben a gyár belső dizájner csapata tervezett. Gyakori félreértés, hogy az emberek az SD1-et "SDi"-nek olvassák (az autónevekben az "i" jelölés többnyire az injektorra utal).

## Modelltörténet

### Előzmények
1971-ben az akkor még a British Leylandhoz tartozó Rovernél megkezdődött egy új modell tervezése, hogy leváltsa a Rover P6-ot és a Triumph 2000/2500-at. A Triumph és a Rover tervezői is nyújtottak be tervet, végül az utóbbit fogadták el. David Bache, az autó kinézetéért felelős dizájner csapat vezetője olyan egzotikus autókból merített ötletet, mint például a Ferrari Daytona és figyelembe vette a Pininfarina 1960-as évek végén kiadott tanulmányát is, mely alapján a későbbiekben a Citroën CX is készült. A technikai tervezésért Spen King volt a felelős, aki korábban a Land Rover Range Roveren is dolgozott. A munkálatok eleinte RT1 (Rover Triumph Number 1) kódnév alatt folytak, de hamar megváltozott az elnevezés SD1-re, amikor a British Leyland egy közös, Specialist Divisionnek nevezett alosztályba helyzete a Triumphot és a Rovert is.

### Tervezés

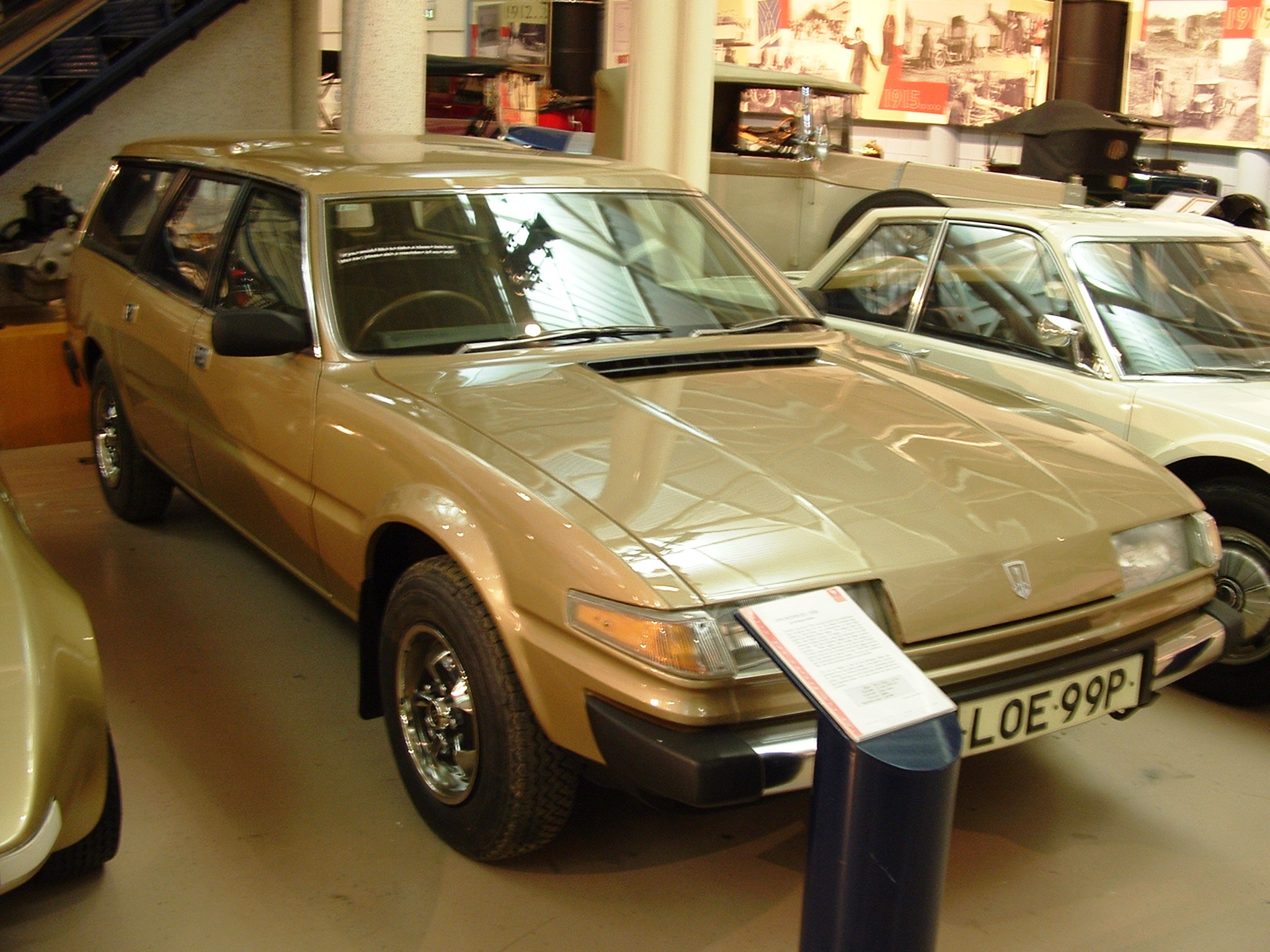
Az egyik kombikarosszériás prototípus

Az új autó tervezése során egyszerűségre törekedtek, az elődje, a Rover P6-os ugyanis több bonyolult technikai megoldást is tartalmazott, például De-Dion hátsó felfüggesztése volt. Az SD1-be egy egyszerűbb merev tengelyes hátsó felfüggesztés került. Ennek oka az volt, hogy a kimutatások szerint a szakértők és autós magazinok valóban örömmel fogadták a modern technikai megoldásokat, de a vásárlókat már nem hozzák ennyire lázba ezek a részletek, hacsak nem jelentenek kiugró javulást. Az egyszerűbb hátsó híd egyik hátulütője az volt, hogy tárcsa- helyett dobfékek kerültek a hátsó kerekekre.
A Rovernél úgy tervezték, hogy az általuk kifejlesztett, viszonylag új 2,2 literes, négyhengeres motort helyezik majd az autóba, de a British Leyland inkább a Triumph korszerűsített hathengeres motorjának szavazott bizalmat. Végül a Rover V8-as erőforrása került a kocsiba. A háromsebességes automata sebességváltó a BorgWarner gyártól érkezett.
Az SD1-es műszerfalán volt egy szellőző nyílás, mely szokatlan módon az utasoldalon helyezkedett el, pont az utasüléssel szemben. A különálló műszeregység a műszerfal tetején kapott helyet. Az egyszerű kialakításnak köszönhetően nem jelentett különösebb gondot vagy plusz munkát a beszerelése a balkormányos változatokba sem és az utasoldali szellőztető nyílás is úgy volt megtervezve, hogy balkormányossá alakítás esetén keresztül lehessen dugni rajta a kormányoszlopot. Így nem volt szükség költséges átalakításokra a külföldi piacra szánt modelleken.
Az autóhoz  eleinte egy hagyományos kombi karosszériát terveztek, de ez csak a prototípus fázisig jutott. Mindössze két kombikarosszériás változat maradt fent, melyek megtekinthetőek a Haynes International Motor Museum és a Heritage Motor Centre nevű közlekedési múzeumokban. Az egyiket a British Leyland elnöke, Sir Michael Edwardes használta az 1970-es években. A végső változat szintén ötajtós volt, de csapotthátú karosszériával készült.
Az autó gyártása a híres solihulli üzemben kezdődött meg a Triumph TR7-tel együtt. A munkálatok megkezdése nagyban köszönhető volt a brit kormánynak is, mely 1975-ben komoly összegeket áldozott fel, hogy megmentse a British Leylandot a csődtől. Sajnos ez sem javított a rossz összeszerelési minőségen, melyről a gyár hírhedtté vált. A gyorsan kopó belső tér és egyéb gyakori hibák miatt a kocsit övező kezdeti lelkesedés hamarosan csalódottságba csapott át.

### Az első modellek és a választék bővítése

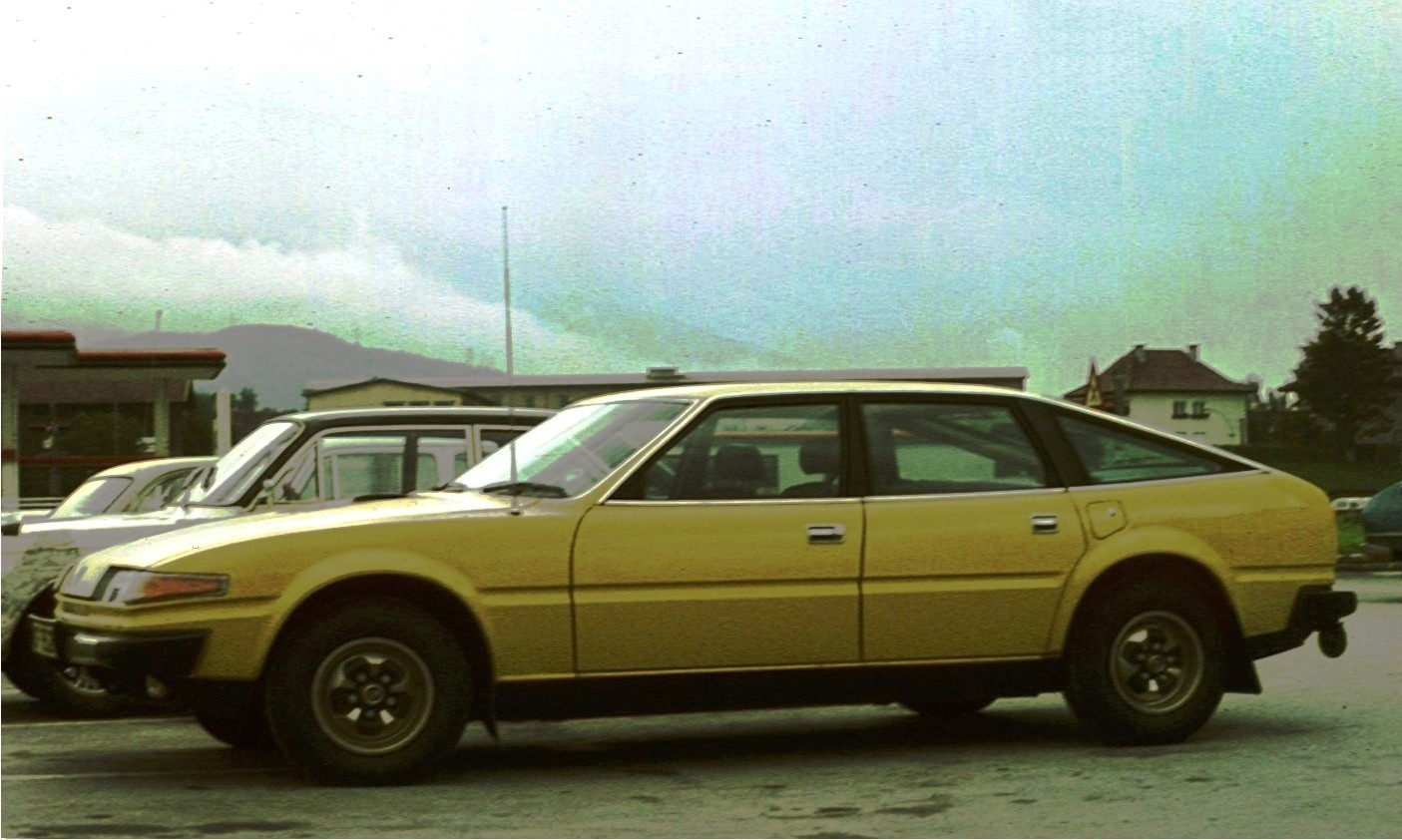
Rover 3500 (V8)

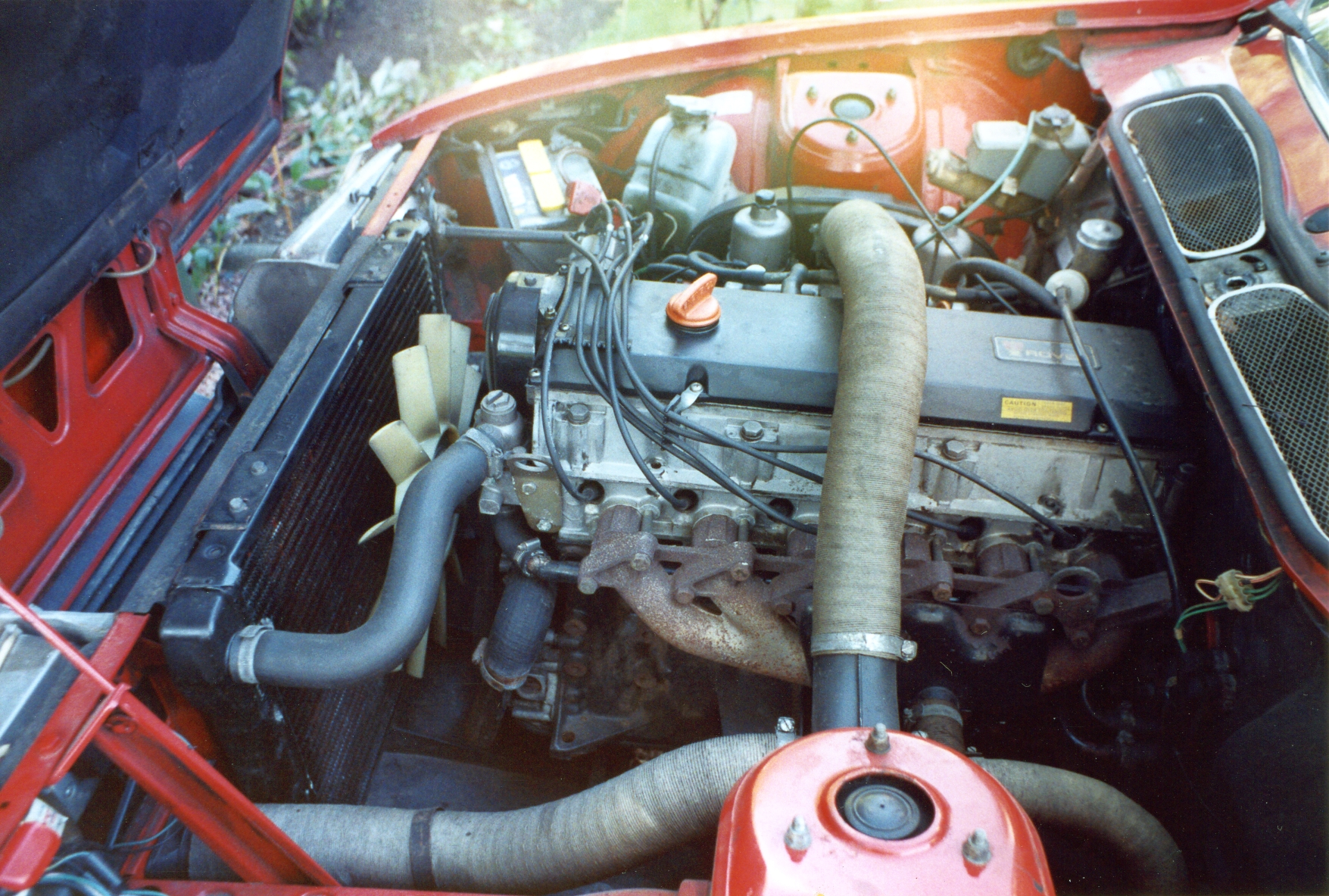
A Rover 2300 hathengeres, 2,3 literes motorja

Az SD1 1976 júniusában jelent meg a brit piacon, kizárólag csapotthátú, ötajtós karosszériával lehetett kapni, és eleinte csak a 3,5 literes motorral volt rendelhető. Egy évvel később a 2,3 és a 2,6 literes soros hathengeres motorokkal bővült a választék. Az autót jól fogadta a szaksajtó, 1977-ben a legjobb európai autónak járó díjat is megkapta. Belföldön is nagy sikert aratott, a kocsi és tervezői 1976-ban megkapták az "Év midlandija" díjat Anglia Midlands nevű régiójának presztízsének emeléséért. Európa többi részén az 1977 márciusi Genfi Autószalonon került bemutatásra, három hónappal azután, hogy megkapta az év autója díjat. A kereskedőknek azonban nem voltak balkormányos modelljeik, mivel ennek a változatnak a gyártását hátráltatta a szerszámgyárosok sztrájkja. A sztrájk a British Leyland több gyárát is érintette.
Az elismerő újságcikkek és díjak mellett azonban a gyenge összeszerelési minőség is hamar felütötte a fejét. 1977 januárjában a brit The Motor magazin újságírói egy 3,5 literes motorral és automata váltóval szerelt változatot teszteltek. Bár összességében jó véleménnyel voltak az autóról, cikkükben panaszkodtak a rossz ajtószigetelésekre, a tesztpéldány ötödik ajtajának egyik sarkánál például akkora rés volt, hogy beszűrődött rajta a napfény. Nagyobb sebességnél a kormánykerék is vibrálni kezdett, ami valószínűleg az első kerekek kiegyensúlyozatlanságának eredménye volt. A vezetővel szembeni szellőző nyílásra is akadt panasz, melyből állítólag teljesen nyitott állapotban is csak alig érezhetően érkezett friss levegő az utastérbe. 1977 márciusában azonban egy nagyon komoly dicséret is érte az SD1-est, amikor az Autocar magazin közölt egy cikket, melyben a korábbi híres autóversenyző és csapattulajdonos, Raymond Mays azt taglalta, miért a 3,5 literes motorral szerelt Rovert tartja a legjobb személyautónak, amit valaha vezetett. Mays 12 ezer mérföldet tett meg az autóval a cikk írásakor, és lenyűgözték a kocsi menettulajdonságai és sportos használat mellett is kedvező fogyasztása.

### Kisebb változások és a luxusváltozatok
1976 és 1981 csak kis változások történtek az autók, például az első és hátsó emblémák és feliratok alakultak át, valamit a külső visszapillantó tükrök keretének a hátulja krómozottá vált. 1979-ben jelent meg a legjobban felszerelt és legerősebb V8-S modell. A hagyományos V8-ashoz képest a motorját tekintve semmilyen változás nem történt, de eltérő volt például a felnik színe a többi modellhez képest. A V8-S rendelhető volt világoszöld metál színben és a felnik is kérhetőek voltak ezüst- és aranyszínben, a karosszéria fényezésétől függően. Emellett légkondicionált volt a belső tér, vastag, bolyhos szőnyegekkel és velúr ülésekkel. Az autóhoz fényszórómosó és törlő berendezés is járt. A ma már különösen ritkának számító V8-S-eket az 1980-as év végén leváltották a Vanden Plas (VDP) nevű modellek, melyekben alapfelszereltség volt a bőrbelső.

### Az Egyesült Államokban

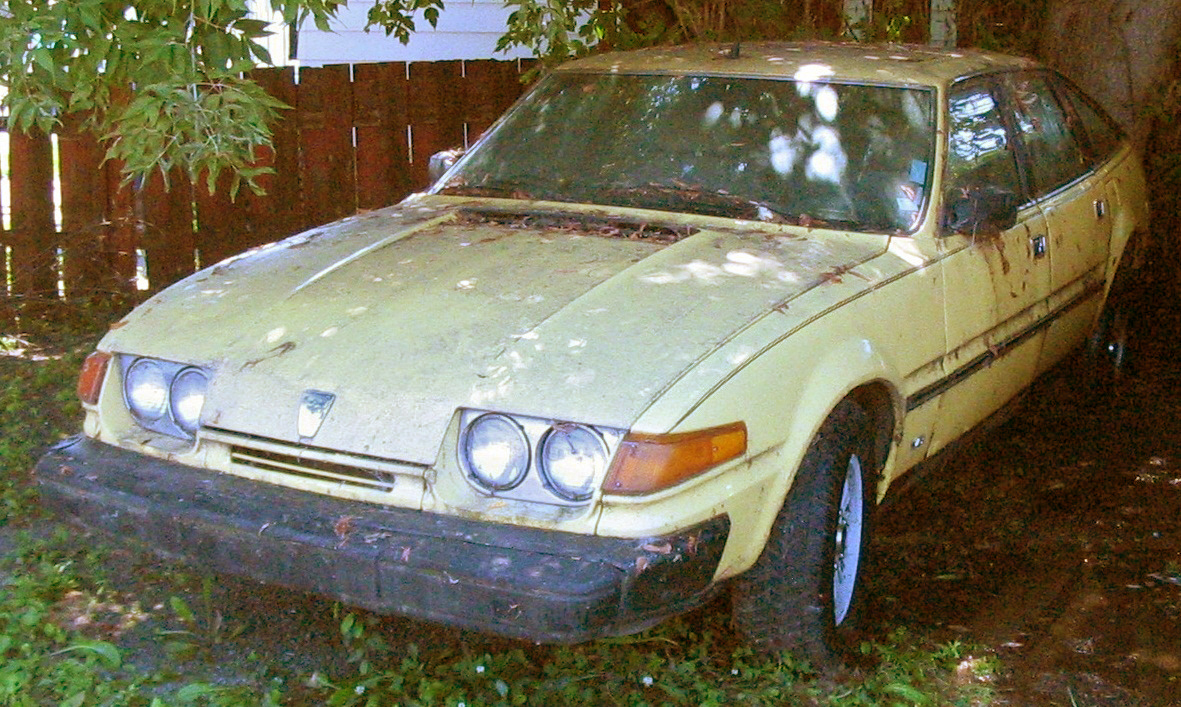
Az amerikai piacra készült Rover 3500

1980-ban a Rover az amerikai piacon is bemutatta az SD1-est. A márka korábban tíz évig nem képviselte magát új autóval az Egyesült Államokban. Mindössze egy változatban, V8-as motorral volt elérhető a kocsi, melyet "Rover 3500" néven árultak. A felszereltség hasonló volt, mint a brit piacon V8-S néven árusított modelleknél, de az amerikai változatba kisebb kormánykerék került, napfénytető csak felárért volt rendelhető, hátsó fejtámlák pedig egyáltalán nem jártak a kocsihoz. Az első ajtók elé mindkét oldalon kis brit zászlók kerültek, az autó brit eredetét hirdetve. Az alapfelszereltség része volt az ötsebességes manuális sebességváltó, aki a háromsebességes automata váltóval szerette volna megvenni a kocsit, annak felárat kellett fizetnie.
Az amerikai biztonsági előírások miatt a fényszórók előtti külső üveglapot ki kellett venni (ezt először a Citroën DS esetében alkalmazták) és nagyobb, súlyosabb lökhárítókat kellett az autóra szerelni.

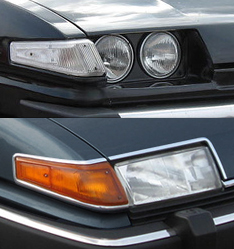
Az amerikai (fent) és európai fényszórók közti különbség

Az Amerikában akkoriban érvényben lévő károsanyag-kibocsátási szabályok miatt kisebb átalakításokat kellett eszközölni a motoron is, a karburátorokat például Lucas' L-Jetronic üzemanyag-befecskendező rendszerre cserélték, felkerült az autóra egy dupla katalizátor, módosított szívócsonk és egyéb füstölés csökkentő felszerelések. A motor sűrítési arányát 8,13:1-re módosították. A hivatalos katalógus szerint a kocsi 148 lóerős volt, de a piacon árusított autók valójában csak 133 lóerő leadására voltak képesek, 5000-es fordulatszámon.
A szükséges változtatások ellenére a Rover úgy döntött, nem alapít összeszerelő részleget az Egyesült Államokban, az amerikai piacra szánt modellek is a solihulli gyárban készültek.
Az SD1 kedvező visszajelzéseket kapott Amerikában és kedvezőbb áron volt kapható, mint vetélytársa az akkori 5-ös BMW. Ennek ellenére mindössze 480 darabot adtak el belőle 1980 júniusa (ekkor kezdődött meg a kocsi amerikai árusítása) és az év vége között. Az 1981-es év során 774 SD1-est adtak el az Államokban, igaz, ezeknek az autóknak a nagy része még az előző évben készült és került a piacra.
A Rover 1981-ben befejezte az SD1-esek Amerikába szállítását, de az addig még el nem adott darabok még 1982-ben is megvásárolhatóak voltak a hivatalos márkakereskedésekben. Több oka is volt annak, hogy az autó nem váltotta be a hozzáfűzött reményeket az amerikai piacon. A dollár akkoriban meglehetősen gyenge volt a vezető európai valutákkal szemben, ezért az importautók jóval drágábbak voltak, mint a hazai gyárakban készültek. Az olajár 1979-es emelkedése miatt ráadásul mindenki gazdaságosabb, kisebb fogyasztású kocsikat keresett. Emellett a Rover amerikai hálózata meglehetősen fejletlen volt, ráadásul a gyárnak nem is maradt sok pénze a reklámokra és a típus népszerűsítésére, mivel sokba kerültek a különböző szabályozások miatti átalakítások és tesztelések. Takarékossági szempontból az SD1-et egyszerre mutatták be Amerikában a Triumph TR8-assal.

### Új gyár
A Ryder-jelentés után a British Leyland komoly szerkezeti átalakításokon ment keresztül, melynek eredményeként az SD1-es gyártása átkerült a korábbi Morris-gyárba, Cowley-ba, Oxfordshire-be. A solihulli üzemet átalakították, mely ezután csak Land Rover modelleket gyártott (a Land Rover 1978-ban vált külön a Rovertől). A gyárnak azt a rendkívül költségesen felépített részlegét, mely az SD1 és a Triumph TR7 gyártására volt specializálódva, bezárták.

### Komoly modellfrissítés

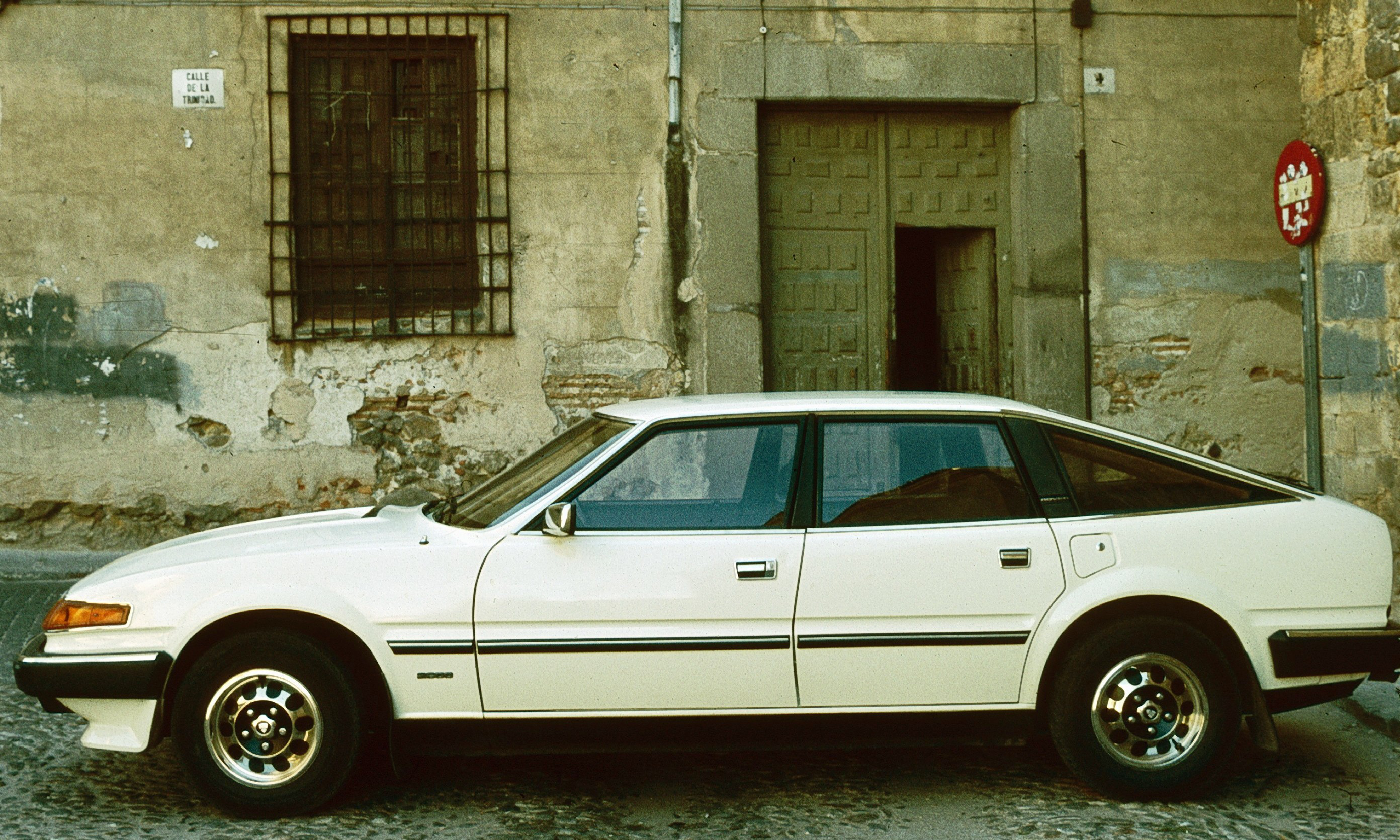
1983-as, modellfrissítés utáni Rover 2000-es

1982 elején a Rover bemutatta a már Cowley-ban készült, modellfrissítésen átesett változatot. Az autó külsején csak kisebb változások történtek, de a belső tér alapos modernizáción esett át. Kívülről csak a hozzáértők tudtak megkülönböztetni a régebbi és az újabb modellt. Utóbbi fényszórói köré krómkeret került, és a lámpatestek teljesen belesimultak a karosszériába, míg a régebbiek egy kicsit be voltak süllyesztve. A hátsó ablakra törlő és mosóberendezés került, a hátsó lámpák alá teljes szélességben egy fémcsíkot szeretlek, amire felkerült a Rover felirat és a típusjelzés. A motor méretét hirdető felirat került az első ajtók elé és új felniket kapott a kocsi. A legszembeötlőbb változást talán a műanyag, a karosszéria vonalát követő lökhárítók megjelenése jelentette. A korábbi modelleken egy három részből álló, gumiból és acélból készült lökhárító volt. A régi automata váltót leváltotta egy GM180-as modell, mely szintén háromsebességes volt, de finomabban volt áttételezve, mint elődje. Az elektromos ablakemelő kapcsolói a középkonzolról a vezetőoldali ajtóra kerültek át. A kocsi új, automata szívatót is kapott, ami mindenképpen pozitív változást jelentett, mivel a kézi szívató gyakran elromlott.

### A motorválaszték további bővülése
1982-től az SD1-es rendelhető volt négyhengeres, kétliteres motorral is. Ez ugyanaz a BL O-szériájú motor volt, mellyel a Morris Italt is szerelték. Ezt a változatot a Rovernél elsősorban céges autóflottákba szánták, mivel a kisebb motor miatt kevesebb adót kellett az autók után fizetni.

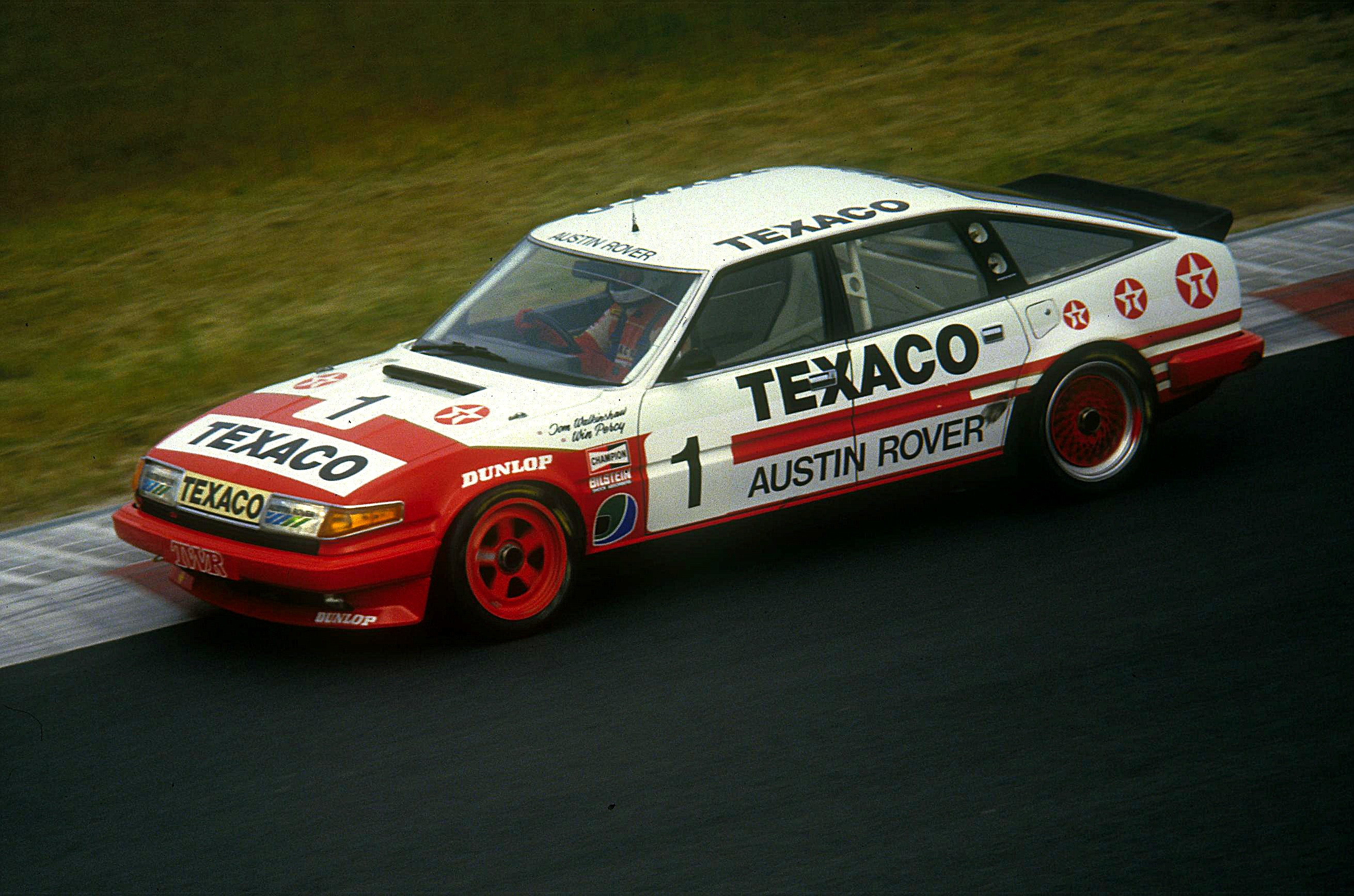
A Rover Vitesse versenyváltozata a Nürburgringen (1985)

Ezen kívül még egy négyhengeres motor megjelent a választékban, a 90 lóerős 2,4 literes turbódízel. Ez volt az egyetlen dízelmotoros változata az SD1-nek. A HR492 verziószámú motor az olasz VM Motori gyárban készült. Ugyanez az erőforrás került az akkori turbódízel Range Roverekbe, a benzinesekhez hasonló finom járása miatt. A British Leyland szerette volna elkészíteni a dízel változatát a V8-as motornak is, de a problémás fejlesztési folyamatot 1983-ban felfüggesztették és továbbra is a külföldi motort használták.
A turbódízel helyett végül egy injektoros verziója készült el a V8-asnak, mely 190 lóerős teljesítmény leadására volt képes, ezzel az SD1 legerősebb motorja lett. Az alapötlet az amerikai és ausztrál piacairól származott, ahol a károsanyag-kibocsátási szabályozások miatt nem voltak használhatóak a nagysűrítésű, karburátoros motorok. Az új erőforrás eredetileg csak a Vitesse fantázianevű modellekben volt elérhető, de 1984-től a Vanden Plas luxusváltozathoz is rendelhetővé vált. Az ilyen motorral szerelt luxusfelszereltségű autók "Vanden Plas EFi" néven kerültek ki a gyárból. Eleinte az ilyen motorral szerelt Vitesse-ekhez is rendelhető volt felárért az automata váltó, de később kivették a választékból és csak a Vanden Plas EFi-hez volt elérhető, hogy ezzel is a luxusváltozat megvásárlására ösztönözzék a vevőket. A Vanden Plas EFi-hez alapáron jártak az elektromos tükrök, ablakok, a központi zár, fedélzeti számítógép, fényszórótörlő, állítható kormány és az akkoriban rendkívül jónak számító négy hangszórós rádiósmagnó. Az alapfelszereltség részét képezték a bőrülések is, de kérésre velúrra cserélték őket. Az autóhoz elektromos napfénytető és tempomat is járt, egyedül a légkondicionálóért kellett felárat fizetni. A Vitesse-ből készült egy sportváltozat is, melyben két fojtószelepház került a túlnyomásos gáztérre egy helyett. Ebből csak kevés példány készült, a homologizáció miatt, ami ahhoz kellett, hogy hivatalos versenyeken is elindulhasson.

## Modellnevek listája

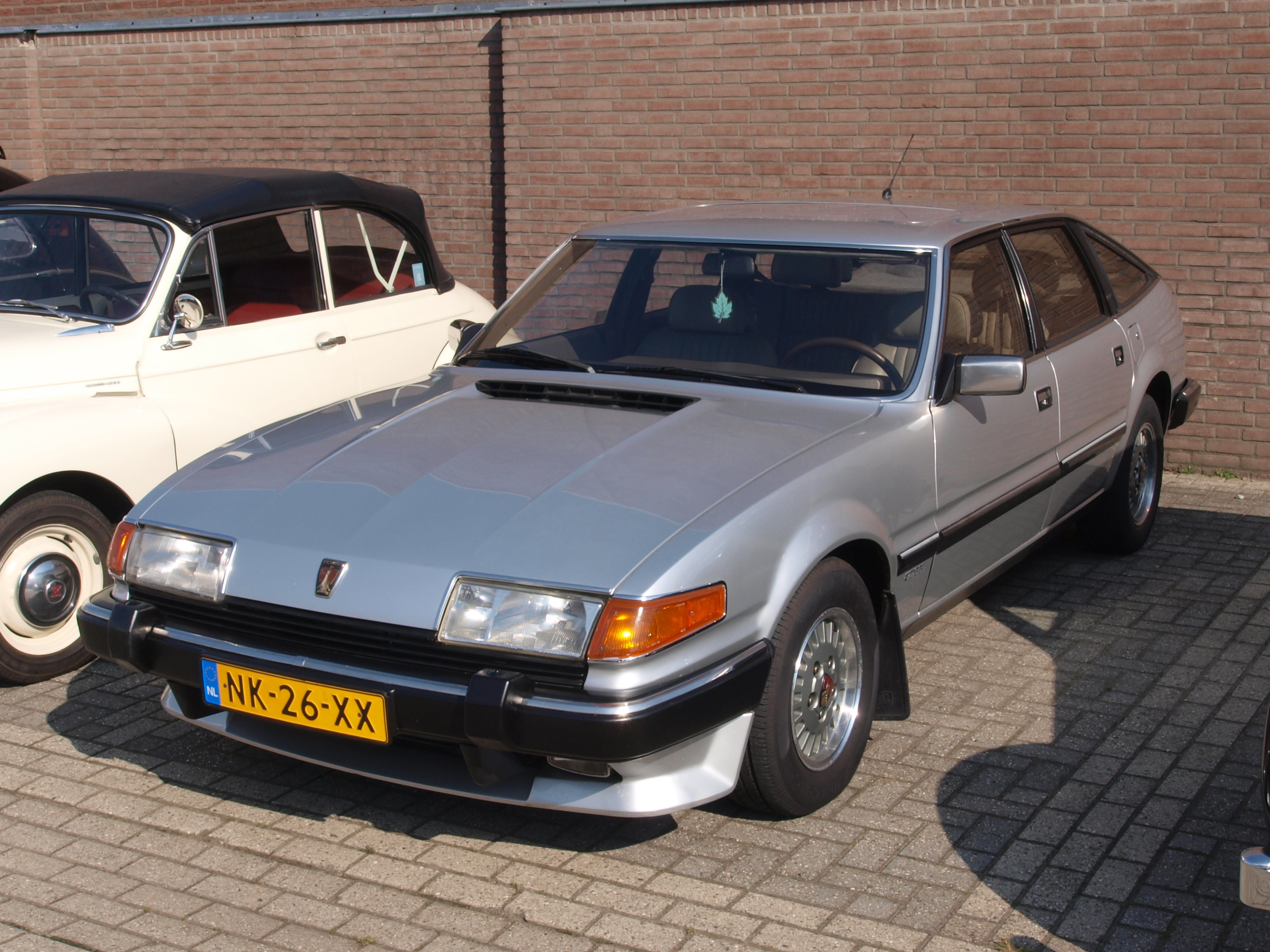
1985-ös Rover Vanden Plas

Az autó nem "SD1" néven került a kereskedésekbe, nevüket a motor mérete és felszereltségi szintjük határozta meg. A következő neveken kerültek piacra az SD1-esek:
- Rover 2000
- Rover 2300
- Rover 2300 S
- Rover 2300 SE
- Rover 2400 SD Turbo
- Rover 2600
- Rover 2600 S
- Rover 2600 SE
- Rover 2600 Vanden Plas
- Rover 3500
- Rover 3500 SE
- Rover 3500 Vanden Plas
- Rover 3500 Vanden Plas EFi
- Rover V8-S
- Rover Vitesse

1976 májusában, a típus bemutatásakor még csak a 3500-as változat volt elérhető. kicsit több mint egy évvel később megjelent a 2300-as és 2600-as is. ezt követte a rövid életű V8-S, melyet akkor először fényszórótörlővel szereltek és világoszöld fényezéssel, valamint aranyszínű felnikkel is rendelhető volt, de még az első modellfrissítés előtt befejezték a gyártását. A modellfrissítés után a következő autók közül lehetett választani: 2300, 2300 S, 2600 S, 3500 SE és 3500 Vanden Plas. A második, komolyabb facelift során jelent meg a 2000-es változat és nem sokkal később követte a 2400 SD Turbo, a 2600 SE, a 2600 Vanden Plas, a Vitesse és a 3500 Vanden Plas EFi. A gyártás beszüntetése előtt a kínálat a 2300-ra, a 2600 Vanden Plasra és a Vitesse-re korlátozódott. A Vitesse ekkor 190 lóerős volt, alacsonyabbá váltak az első spoilerei, eltűntek róla a ködlámpák és a díszlécek az oldaláról.

## Külföldi gyártás: Standard 2000
A Rover 1986-ban beszüntette az SD1 gyártását és lecserélte a Rover 800-ra. Indiában azonban 1985 és 1988 között gyártották még az azóta már megszűnt Standard gyárban, Csennaiban. A kocsi Standard 2000 néven került piacra, de a brit változathoz képest egy korszerűtlen, kétliteres motor került bele, mely mindössze 83 lóerő leadására volt képest. A felfüggesztése is magasabb volt, mint az eredeti SD1-esnek. Magas ára miatt az autó megbukott Indiában, így mindössze három év múlva befejezték a gyártását.
A gyár bajba is került a kocsi miatt, mivel meggyanúsították, hogy félrevezető fogyasztási adatokat közölt az autó hivatalos prospektusában. Az akkori kormány vizsgálatot rendelt el, ami hosszadalmas jogi procedúrákhoz vezetett. Ennek is nagy szerepe volt abban, hogy a Standard gyár egy időre leállt, majd végleg bezárták. A Standard 2000 gyártásából megmaradt alkatrészeket nemrég elküldték Nagy-Britanniába, így több olyan új, eredeti alkatrész is megvásárolhatóvá vált, melyből korábban már csak utángyártottat lehetett venni.

## Rendőrségi használat

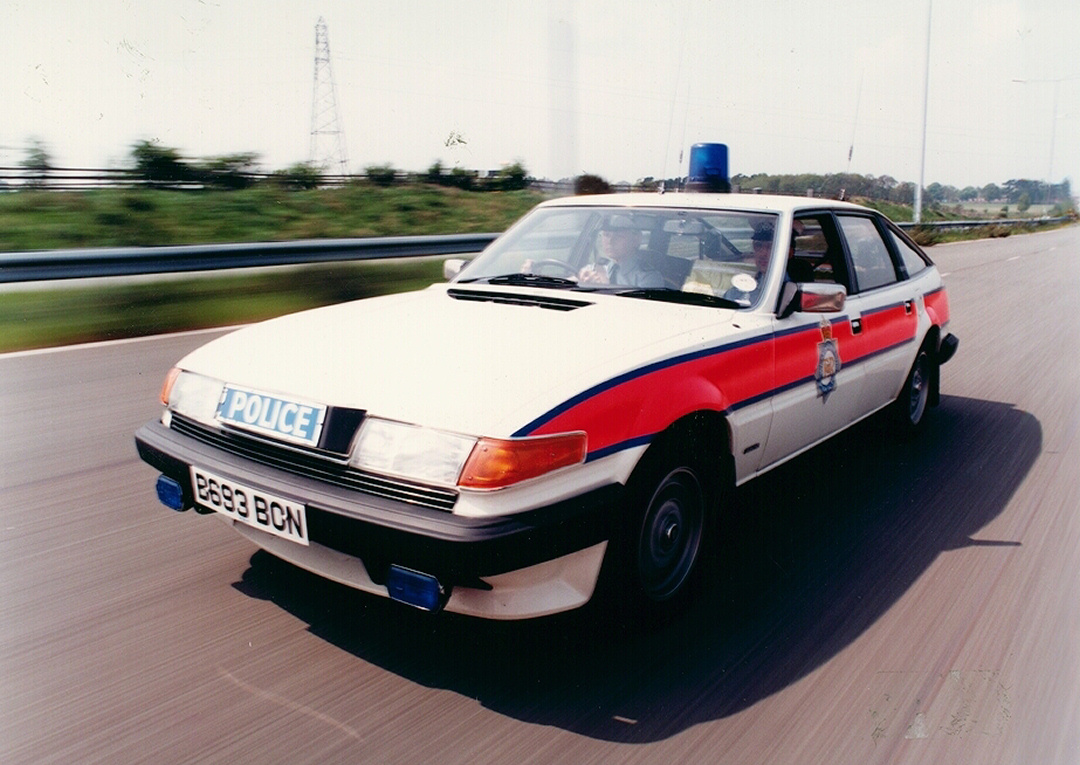
Rover SD1 rendőrautó

Az SD1 népszerű autó volt a brit rendőrség körében, különösen a V8-as változat. A West Yorkshire-i rendőrség használt először SD1-eseket rendőrautóként. Amikor a Rover megszüntette a típus gyártását, a rendőrség sok SD1-est felvásárolt, melyek közül sok csak az 1980-as évek végén került használatba rendőrautóként.

## Fordítás
- Ez a szócikk részben vagy egészben  a   Rover SD1 című angol Wikipédia-szócikk fordításán alapul.  Az eredeti cikk szerkesztőit annak laptörténete sorolja fel. Ez a jelzés csupán a megfogalmazás eredetét és a szerzői jogokat jelzi, nem szolgál a cikkben szereplő információk forrásmegjelöléseként.